# 18 Eskadra Mieszana Lotnictwa Marynarki Wojennej

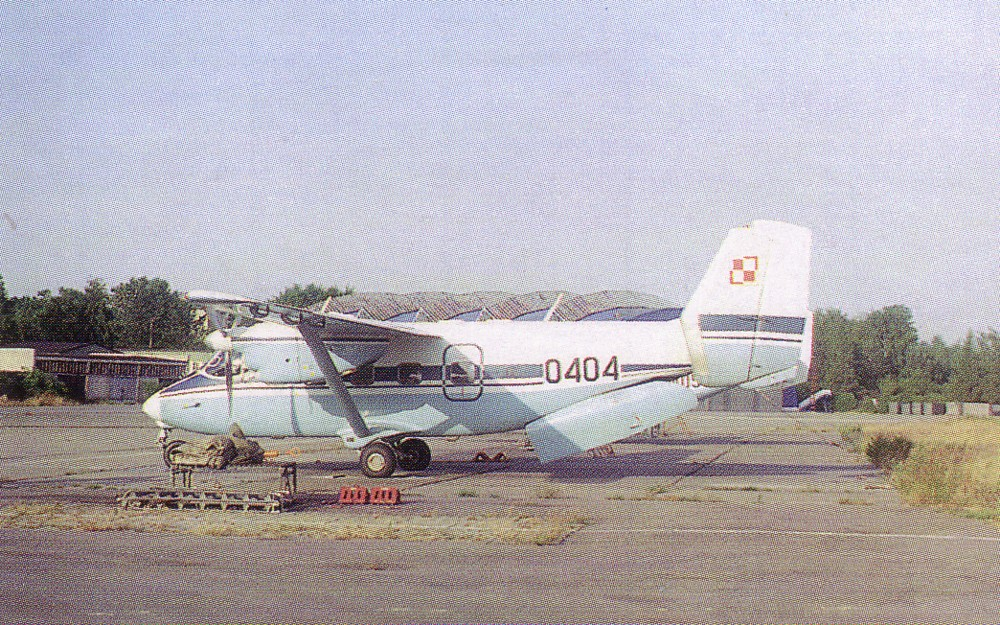
An-28

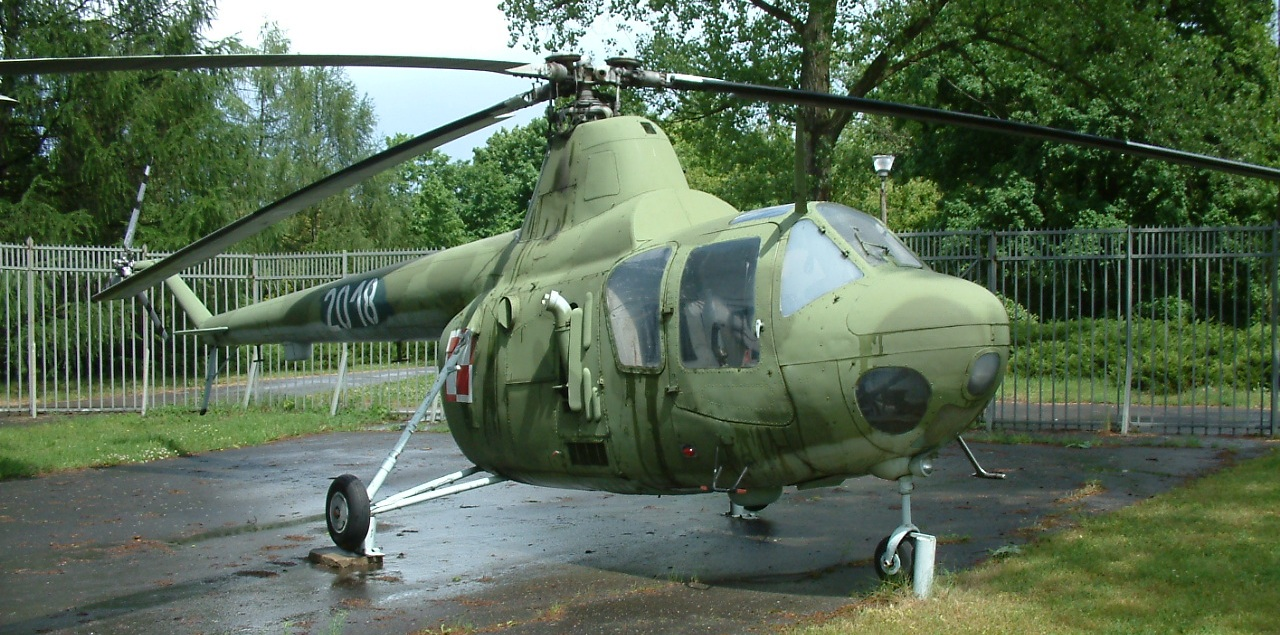
Śmigłowiec SM-1

18 Eskadra Mieszana Lotnictwa Marynarki Wojennej (18 eml MW) – pododdział lotnictwa Marynarki Wojennej.

## Formowanie i zmiany organizacyjne
18 Eskadra Mieszana Lotnictwa Marynarki Wojennej została sformowana w 1959 roku na lotnisku w Babich Dołach. Jednostka została zorganizowana według etatu Nr 35/385 o stanie 50 żołnierzy.
W 1966 roku eskadra została przeformowana na 18 Eskadrę Lotnictwa Łącznikowego Marynarki Wojennej. W nowym etacie nr 6/476 były 102 stanowiska dla żołnierzy oraz 1 stanowisko dla pracownika cywilnego.
W 1990 roku eskadra została przeformowana w 18 Eskadrę Lotnictwa Ratowniczo-Łącznikowego Marynarki Wojennej.
W 1994 roku eskadra została włączona w skład tworzonego 1 Dywizjonu Lotniczego Marynarki Wojennej.

## Dowódcy eskadry
Wykaz dowódców eskadry podano za: Józef Zieliński [red.]: Polskie lotnictwo wojskowe 1945-2010. s. 184.
- mjr pil. Bernard Wójcik (1960-1971)
- kmdr ppor. pil. Władysław Spodzieja (1971-1986)
- kmdr ppor. pil. Józef Lisiecki (1983-1986)
- kmdr por. pil. Ryszard Cygan (1986-1992)
- kmdr ppor. pil. Andrzej Nurski (1992-1994)